# Kazimierz Żmudziński
Kazimierz Józef Żmudziński (ur. 1 marca 1901, 1902 lub 1903, zm. w październiku 1939 w Wiedniu) – major artylerii Wojska Polskiego.

## Życiorys

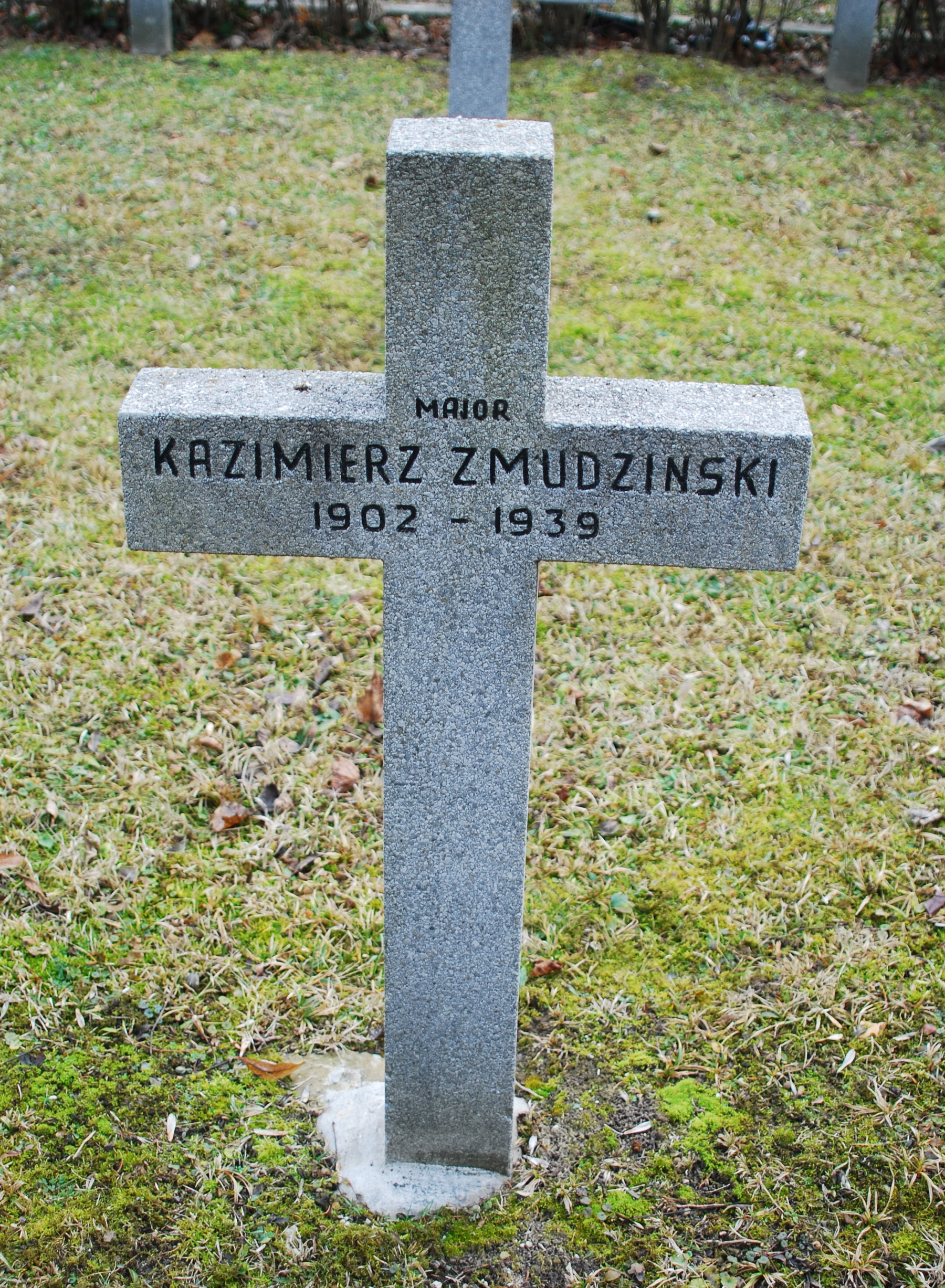
Nagrobek Kazimierza Żmudzińskiego w Wiedniu

Urodził się 1 marca 1901 lub 1902 lub 1903. Po odzyskaniu przez Polskę niepodległości wstąpił do Wojska Polskiego. Brał udział w wojnie polsko-bolszewickiej. Został awansowany na stopień podporucznika artylerii ze starszeństwem z dniem 1 czerwca 1919 i zweryfikowany z lokatą 4. Następnie awansowany na stopień porucznika artylerii ze starszeństwem z dniem 1 września 1920 i zweryfikowany z lokatą 4. Był przydzielony do 2 pułku artylerii górskiej w Przemyślu (1923, 1924). W 1928 służył w 1 pułku artylerii górskiej, stacjonującym w garnizonie Stryj. Został awansowany do stopnia kapitana artylerii ze starszeństwem z dniem 1 stycznia 1931. W latach 30. do 1939 służył w 1 pułku artylerii motorowej w Stryju. W tych latach został awansowany na stopień majora artylerii.
Wobec zagrożenia wybuchem konfliktu zbrojnego w ramach mobilizacji powszechnej 31 sierpnia/1 września 1939 został mianowany dowódcą 16 dywizjonu artylerii motorowej, zmobilizowanego w wyniku przemianowania I dywizjonu z 1 pułk artylerii motorowej w Stryju. Na tym stanowisku służył po wybuchu II wojny światowej w czasie kampanii wrześniowej na stanowisku dowódcy. Został ranny i wzięty przez Niemców do niewoli, po czym zmarł w październiku 1939 w Wiedniu. 
Został pochowany w kwaterze żołnierzy polskich na Cmentarzu Centralnym w Wiedniu. Jego nazwisko, jako żołnierza najwyższego stopniem wojskowym, zostało wymienione na ustanowionej w tej kwaterze tablicy pamiątkowej, której inskrypcja głosi: Pamięci żołnierzy polskich ofiar faszyzmu w latach 1939-1945.

## Odznaczenia
- Krzyż Srebrny Orderu Virtuti Militari – pośmiertnie[13][14] nr 12269[15]
- Krzyż Walecznych